# Cancrinia
Cancrinia je  rod glavočika smješten u tribus Anthemideae. Nekoliko vrsta trajnica i polugrmova rasprostranjeno je od Kazahstana i Kirgistana na istok do Kine.

## Vrste
1. Cancrinia chrysocephala Kar. & Kir.
2. Cancrinia discoidea (Ledeb.) Poljakov ex Tzvelev
3. Cancrinia krasnoborovii Khanm.
4. Cancrinia lasiocarpa C.Winkl.
5. Cancrinia maximowiczii C.Winkl.
6. Cancrinia tianschanica (Krasch.) Tzvelev